# Villa Torlonia

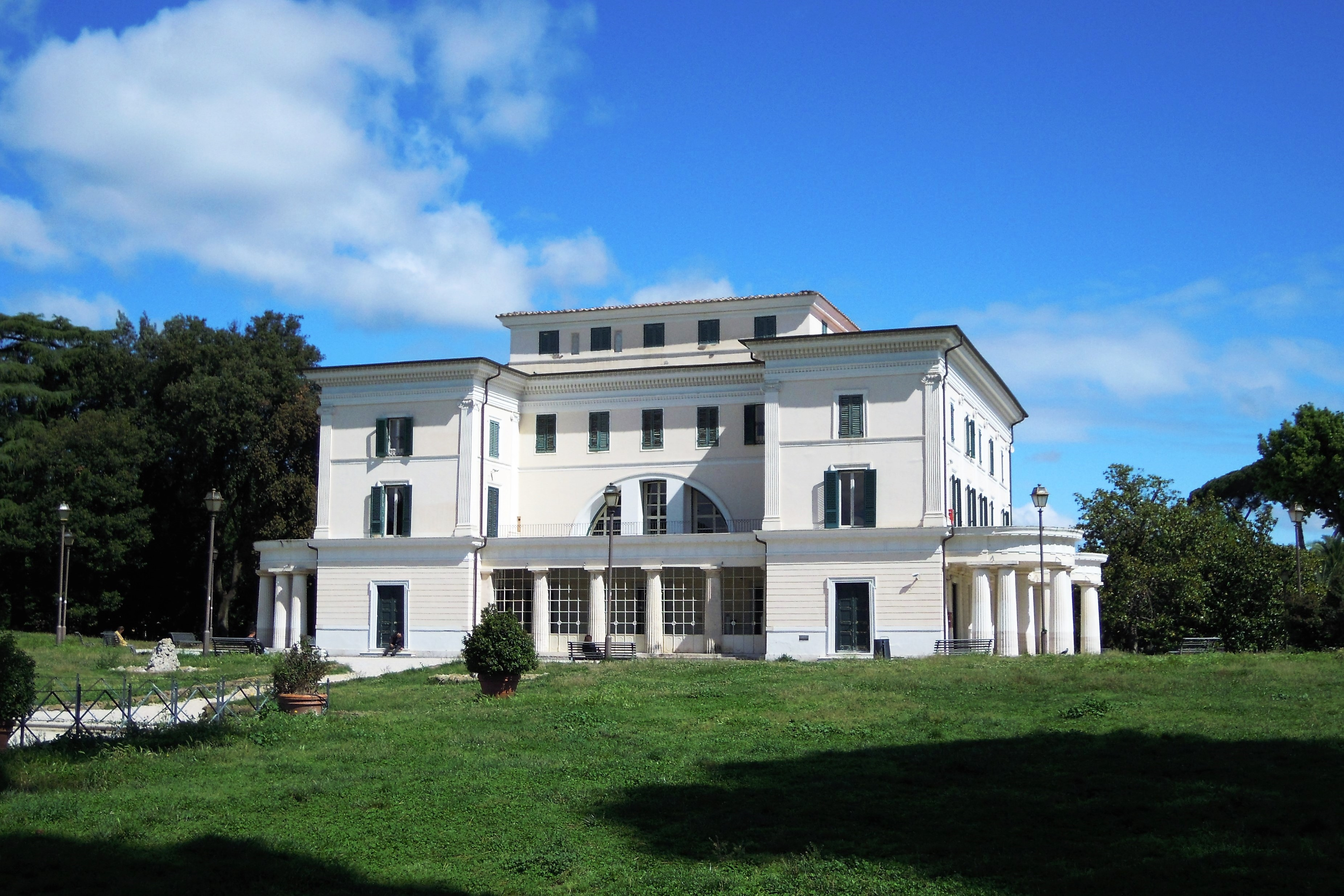
Fasaden mot trädgården

Villa Torlonia  är en byggnad med omgivande trädgård i Rom i Italien, som tidigare ägdes av familjen Torlonia. 
Villa Torlonia ritades av Giuseppe Valadier. Byggnaden började uppföras 1806 av bankiren Giovanni Torlonia (1756–1829) och avslutades av hans som Alessandro Torlonia (1800–1880).

## Historik
Benito Mussolini hyrde huset av familjen Torlonia för en lira om året som sitt residens från 1920-talet och framåt. Han och hans familj bodde där under 18 år. Byggnaden övergavs efter 1945 och lämnades att förfalla under de följande årtiondena, men senare renovering har gjoprt det möjlgt att öppna villan som ett kommunalt museum.

## Byggnader och omgivande mark

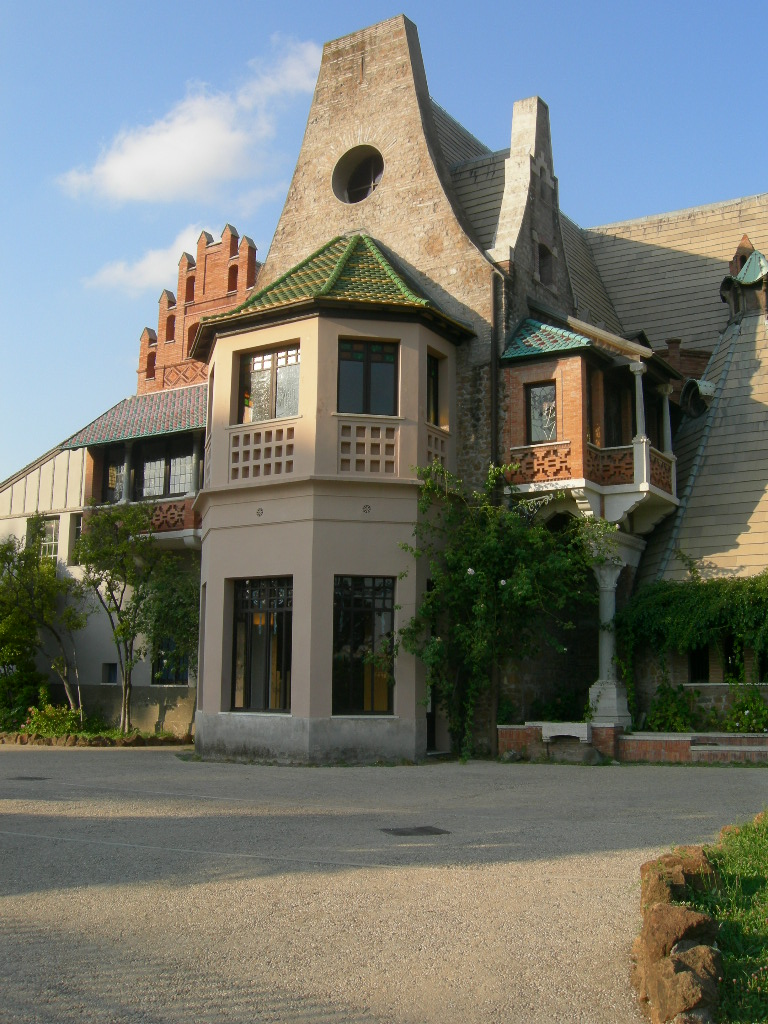
Casina delle Civette

Åren 1802–1806 gjorde Valadier om huvudbyggnaden till ett palats och förändrade också andra byggnader. Han lade också ut en park med symmetriska gångar omkring palatset. Efter Giovanni Torlonias död anlitade Allesaandro Torlonia 1932 målaren och arkitekten Giovan Battisti Caretti för att vidareutveckla egendomen. Förutom att bygga på byggnaderna, ritade Caretti ett antal nya byggnader i parken, bland andra de falska ruinerna, Saturnus tempel och Tribuna con Fontana.
För att genomföra de nya projekten anlitade Alessandro Torlonia Quintiliano Raimondi för teatern och orangeriet och Giuseppe Jappelli för  andra delar, inklusive Casina delle Civette, växthuset, tornet, den moriska grottan och  tornerspelsfältet. Projektet avslutades 1842 med uppresandet av två ljusröda obelisker som minnesmärken över Alessandro Torlonias föräldrar.
Efter Mussolini övertogs palatset av de allierades överkommando, som vistades där till 1947. Staden Rom köpte egendomen 1977, och året därpå öppnades den för allmänheten. Under 1990-talet påbörjades en upprustning.

## Museet

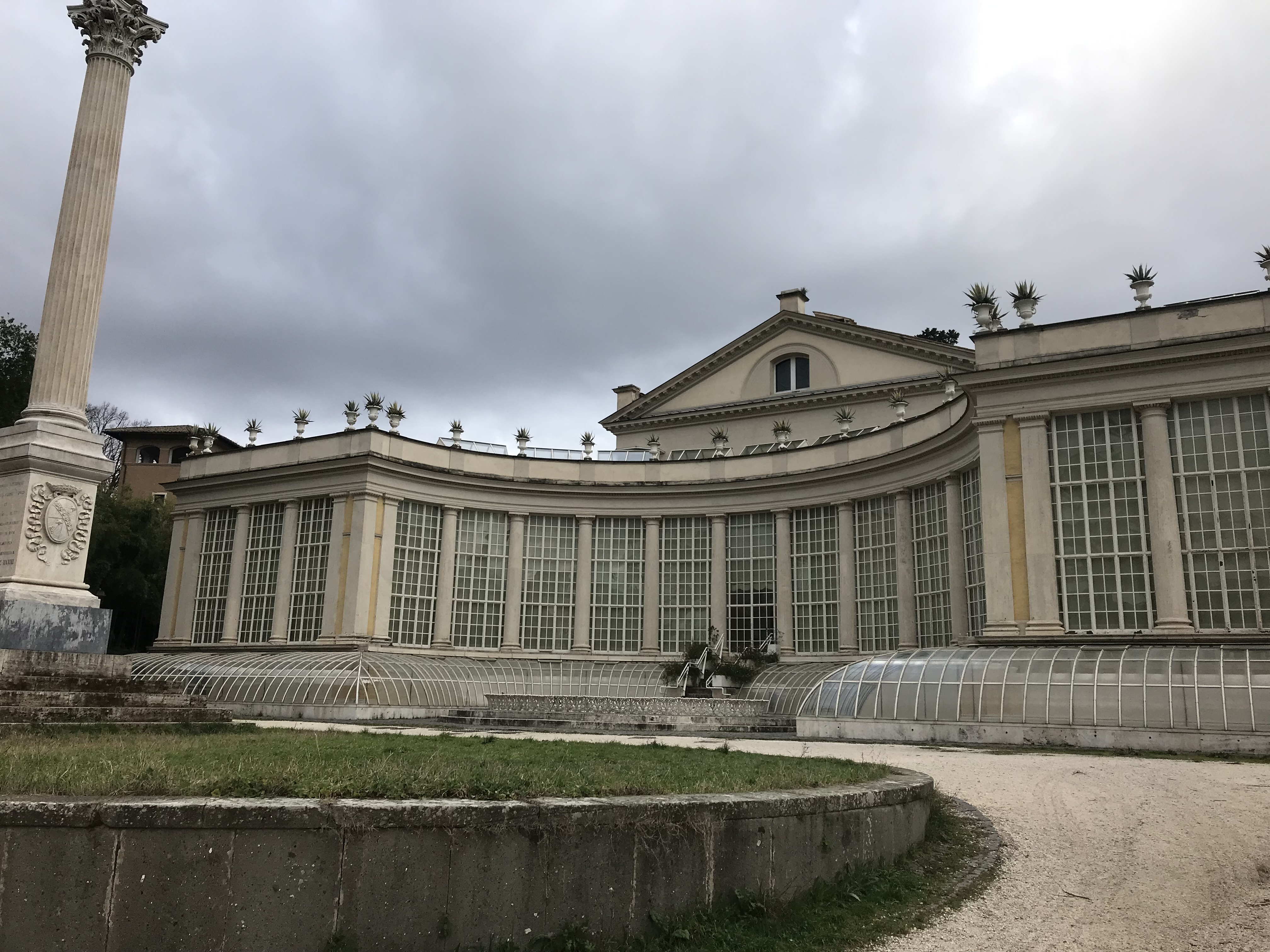
Teatro Villa Torlonia, 2019

Museet i huvudbyggnaden innehåller en liten samling skulpturer från Torloniasamlingen, vilka funnits på egendomen. Många av de utställa konstverken har skapats av Bartolomeo Cavaceppi (1716–1799) och ingick i Giovanni Tolonias köp 1800 av Cavaceppis hela ateljé.
Andra utställda föremål kommer från andra Torlonia-egendomar och innefattar tre gipsreliefer av Antonio Canova, som hittats i teaterns källare.

## Casina delle Civette
Casina delle Civette ("De små ugglornas hus") är en del av kompletteringar av 1800-talets "Swiss Cabin", som ursprungligen var avsedd att vara ett viloställe från den formella livsstilen i huvudbyggnaden. Det ritades 1840 av Jappelli. Fasaden är täckt av tuffsten. Det består av två byggnader, som binds samman av ett trägalleri och en underjordisk passage. Arkitekturen förändrades dock avsevärt 1908. Det ingår i museet.

## Teatern

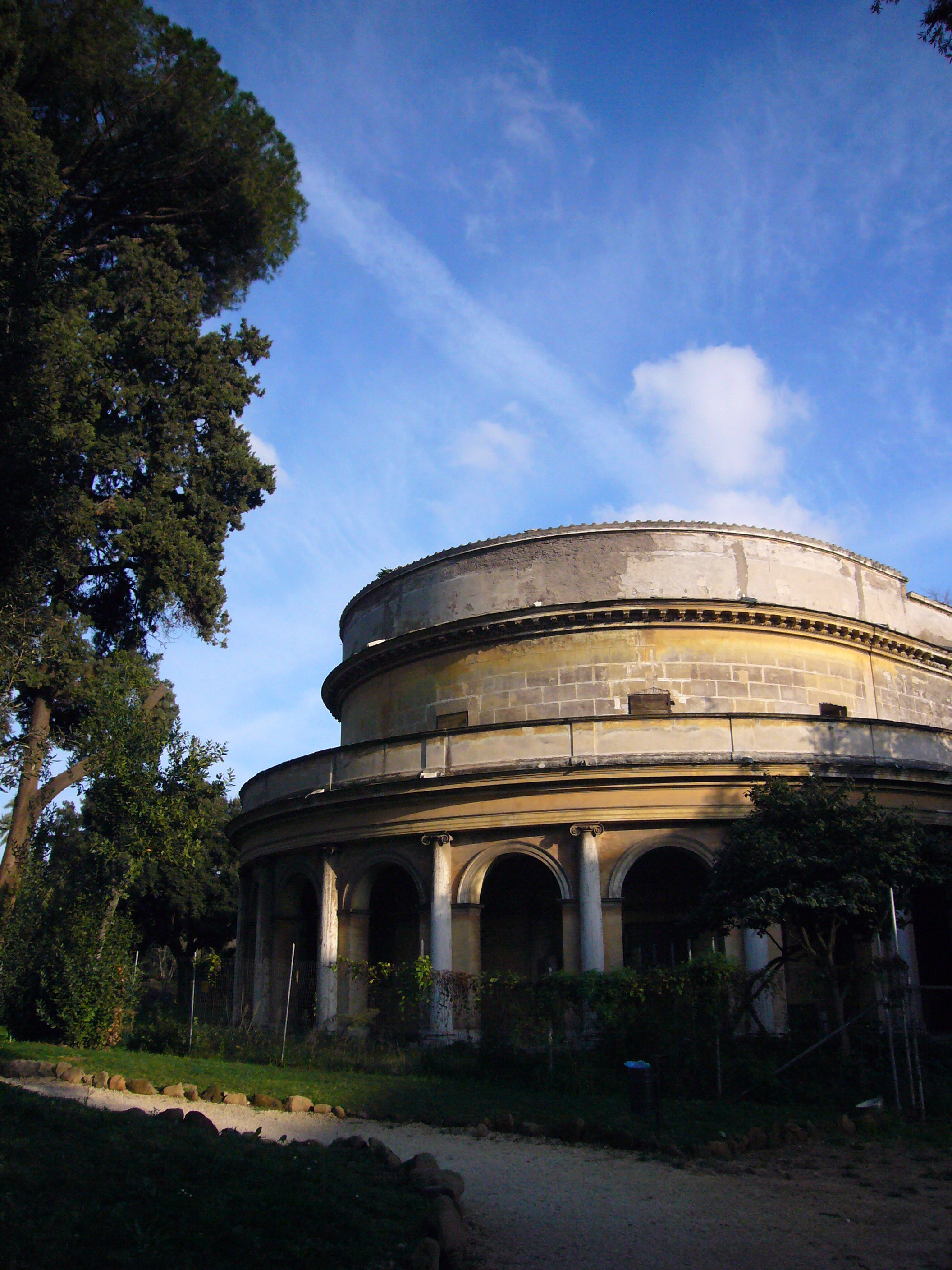
Baksidan av teatern

Alessandro Torlonia tog initiativ till att uppföra Teatro Villa Torlonia 1841, och det kunde invigas 1873. Byggnaden ritades av Quintiliano Raimondi. Interiören dekorerades av Constantino Brumidi. Byggnaden har under senare tid renoverats och återinvigdes 2013.